# Xiphocentron polemon
Xiphocentron polemon är en nattsländeart som beskrevs av Schmid 1982. Xiphocentron polemon ingår i släktet Xiphocentron och familjen Xiphocentronidae. Inga underarter finns listade i Catalogue of Life.